# Sokoliki (stacja kolejowa)
Sokoliki (ukr. Соколики) – stacja kolejowa w miejscowości Tureczki Niżne, w rejonie samborskim, w obwodzie lwowskim, na Ukrainie. Położona jest na linii Sambor – Czop. Nazwa pochodzi od dawnej wsi Sokoliki, położonej po polskiej stronie, przechodzącej w pobliżu stacji granicy.

## Historia
Stacja została otwarta w 1905, gdy tereny te należały do Austro-Węgier. W okresie międzywojennym stacja nosiła nazwę Sokoliki Górskie.